# Archytas wagneri
Archytas wagneri là một loài ruồi trong họ Tachinidae.